# Horstrissea dolinicola
Horstrissea dolinicola là một loài thực vật có hoa thuộc họ Apiaceae.
Đây là loài đặc hữu của Hy Lạp.
Môi trường sống tự nhiên của chúng là thảm cây bụi kiểu Địa Trung Hải.
Chúng hiện đang bị đe dọa vì mất môi trường sống.